# Harmannsdorf
Harmannsdorf è un comune austriaco di 3 937 abitanti nel distretto di Korneuburg, in Bassa Austria; ha lo status di comune mercato (Marktgemeinde). Il 1º gennaio 1972 ha inglobato i comuni soppressi di Hetzmannsdorf, Kleinrötz, Mollmannsdorf, Obergänserndorf, Rückersdorf e Seebarn e nel 1975 quello di Würnitz.

## Geografia
Le comuni catastali sono Hetzmannsdorf, Kleinrötz, Mollmannsdorf, Obergänserndorf, Rückersdorf, Seebarn e Würnitz.